# Rapsusklei
Rapsusklei, de son vrai nom Diego Gil Fernández (né le 18 mars 1980 à Saragosse), est un rappeur espagnol. 

## Biographie

### Enfance et débuts en groupe
Originaire du quartier de la Madeleine (barrio de la Magdalena), il commence sa carrière à l'âge de 10 ans, en 1990, sous le nom d'El Puto Sark. Il édite sa première démo en 1995, Estado de locura, enregistré et produit par Nacho sur Rimas Silenciosas (à l'époque membre du groupe Hardcore Street). Il est cité par le magazine Rolling Stone dans son classement des « 50 plus grands rappeurs espagnols ».
Lorsque le hip-hop se popularise auprès du grand public, Rapsusklei publie un LP intitulé El corazón de la rima. Son deuxième LP, Elipsis, comme pour le précédent fait participer Hazhe. Toujours dans les années 1990, Rapsusklei forme aux côtés de Sharif le groupe Fuck Tha Posse.

### Carrière solo
Dans sa carrière, il collabore avec bon nombre d'artistes américains et français comme Busta Rhymes, Wu-Tang Clan, The Game, Das EFX, PMD, Guru, M.O.P., Public Enemy, Big Daddy Kane, Xzibit, De La Soul, Common, Afu-Ra, The Beatnuts, Black Moon, D.I.T.C., Lords of the Underground, Masta Ace, Big Shug, Pharoahe Monch, DJ Premier, DJ Qbert, Rob Swift, DJ Jazzy Jeff, Kool Herc, Saïan Supa Crew, Sefyu, La Rumeur, Chiens de paille et La Brigade.
En 2008, Rapsusklei et Hazhe décident de séparer leurs chemins artistiques et de poursuivre des carrières en solo. En 2010, il publie son premier album solo, Pandemia, qui se caractérise par l'importance accordée aux rimes et aux jeux de mots. Avec cet album, il remporte le prix du meilleur album de l'année, à la XIIe édition des Premios de la Música Aragonesa, et l'année suivante, les Premios de la Música Independiente lui décernent le prix du « meilleur album hip-hop ».
En 2012, il fonde son propre label discographique, Eterno Miusik. En 2014, il revient avec son propre album, Reality Flow, sous son propre label, cette fois en collaboration avec son groupe The Flow Fanatics. Cette œuvre est sortie en mars et en octobre de la même année, il sort un album avec Sharif et Juaninacka, qu'ils appellent Curso Básico de poesía.
Origami est le huitième album studio de Rapsusklei, sorti le 11 novembre 2016 sur le label Eterno Miusik. L'album alterne entre des chansons mélancoliques et d'autres de nature classique et dansante. Des collaborateurs réguliers comme Hermano L, Green Valley ou Sharif y participent, avec une production assurée par Acción Sánchez, Hazhe et d'autres.
Un nouvel album voit le jour en 2018, Insano juicio, enregistré à Art Space Barcelona. Les collaborations sur cette œuvre sont assurées par Antonio Torres Vega, Akapellah, Maka, Rxnde Akozta et El niño de la hipoteca. Au cours de la même année, il participe, avec plusieurs artistes de la scène, au morceau Los Borbones son unos ladrones, avec Valtònyc, condamné à 3 ans de prison, sous le slogan « rapar no es delito »,.
En février 2022, il sort Cordura transitoria, un album composé de 16 titres, dans la lignée de son œuvre précédente, Insano juicio. En 2024, il sort Lágrimas, une nouvelle œuvre qui comprend deux titres inédits, comme Nunca imaginé et Candela, ainsi que des révisions de chansons précédentes comme Flores de asfalto et El día uno.

## Influences
Rapsusklei cite le hip-hop des années 1990 (Cypress Hill, Public Enemy, Ice-T, Native Tongues, Wu-Tang Clan, Nas,...), ainsi que le reggae et le dancehall, genres présents depuis son enfance. Il s'intéresse aussi à la soul et au RnB (D'Angelo, Alicia Keys, Bruno Mars),.

## Discographie

### Albums studio
- 2010 : Pandemia
- 2012 : Melancolía
- 2016 : Origami
- 2018 : Insano juicio
- 2022 : Cordura Transitoria
- 2024 : Lágrimas

### Albums collaboratifs
- 2002 : La historia más real de vuestras vidas (LP sous Rapsusklei y Hazhe)
- 2003 : Elipsis (LP sous Rapsusklei y Hazhe)
- 2004 : Hijos de puta para todo (LP sous Rapsusklei y Hazhe)
- 2006 : Veinte Minutos Mixtape Vol.1 (mixtape avec Fuck tha Posse)
- 2014 : Curso básico de poesía (avec Sharif et Juaninacka)

### Singles
- 1999 : El corazón de la rima
- 1999 : 99/00
- 2001 : Pret A Porter
- 2001 : Algo Para Recordar
- 2001 : Restos y Rarezas
- 2001 : Radio Topo ZGZ
- 2004 : El Raggampazo Mix
- 2004 : Poesía Básica
- 2005 : Frees Junos
- 2005 : Decimoctavo
- 2005 : Restos y Rarezas 2
- 2005 : Re-compy-lación
- 2005 : Restos y Rarezas 3
- 2005 : Maketa Garrampas
- 2005 : Grandes Éxitos-Los Discos
- 2005 : Grandes Éxitos-Las Maquetas
- 2006 : Neptunostyle
- 2006 : La real mierda, co